# Karl Bruckner
Karl Bruckner, avstrijski pisatelj, * 9. januar 1906, Dunaj, Avstrija, † 25. oktober 1982, Dunaj.